# Telavivský přístav
Telavivský přístav (hebrejsky נמל תל אביב‎, nemal Tel Aviv) je bývalý námořní přístav ve městě Tel Aviv v Izraeli.

## Dějiny
Byl uveden do provozu ve 30. letech. Během arabského povstání v letech 1936-1939 se totiž ukázalo jako nezbytné, aby Tel Aviv disponoval vlastním přístavem a nebyl tak závislý na převážně arabském přístavu sousedního města Jaffa. Krátce po vypuknutí povstání (a stávky arabských pracovníků jaffského přístavu) apelovaly organizace židovských podnikatelů a finančníků na úřady v tehdejší mandátní Palestině, aby urychleně přístav v Tel Avivu otevřely. K otevření terminálu došlo pak skutečně již v květnu 1936. Vznikl v složitých podmínkách na jinak rovinatém a písčitém pobřeží rychle rostoucího velkoměsta.
Fungoval až do roku 1965 (jeho roli tehdy převzal ašdodský přístav), pak tu byly hlavně sklady. Koncem 20. století se začala zanedbaná plocha přístavu měnit na obchodní zónu, kde se soustřeďují gastronomické a zábavní služby. Konají se tu trhy a kulturní akce. Hlavní fáze rekonstrukce tu začala v roce 2001.

## Geografie
Leží na severním okraji centra Tel Avivu, na pobřeží Středozemního moře u ústí řeky Jarkon. Na východě sousedí se obytnými čtvrtěmi centrálního města podél ulic ha-Jarkon a Sderot Nordau, na protějším břehu Jarkonu stojí Elektrárna Reading a dál k severu Letiště Sde Dov.

## Galerie

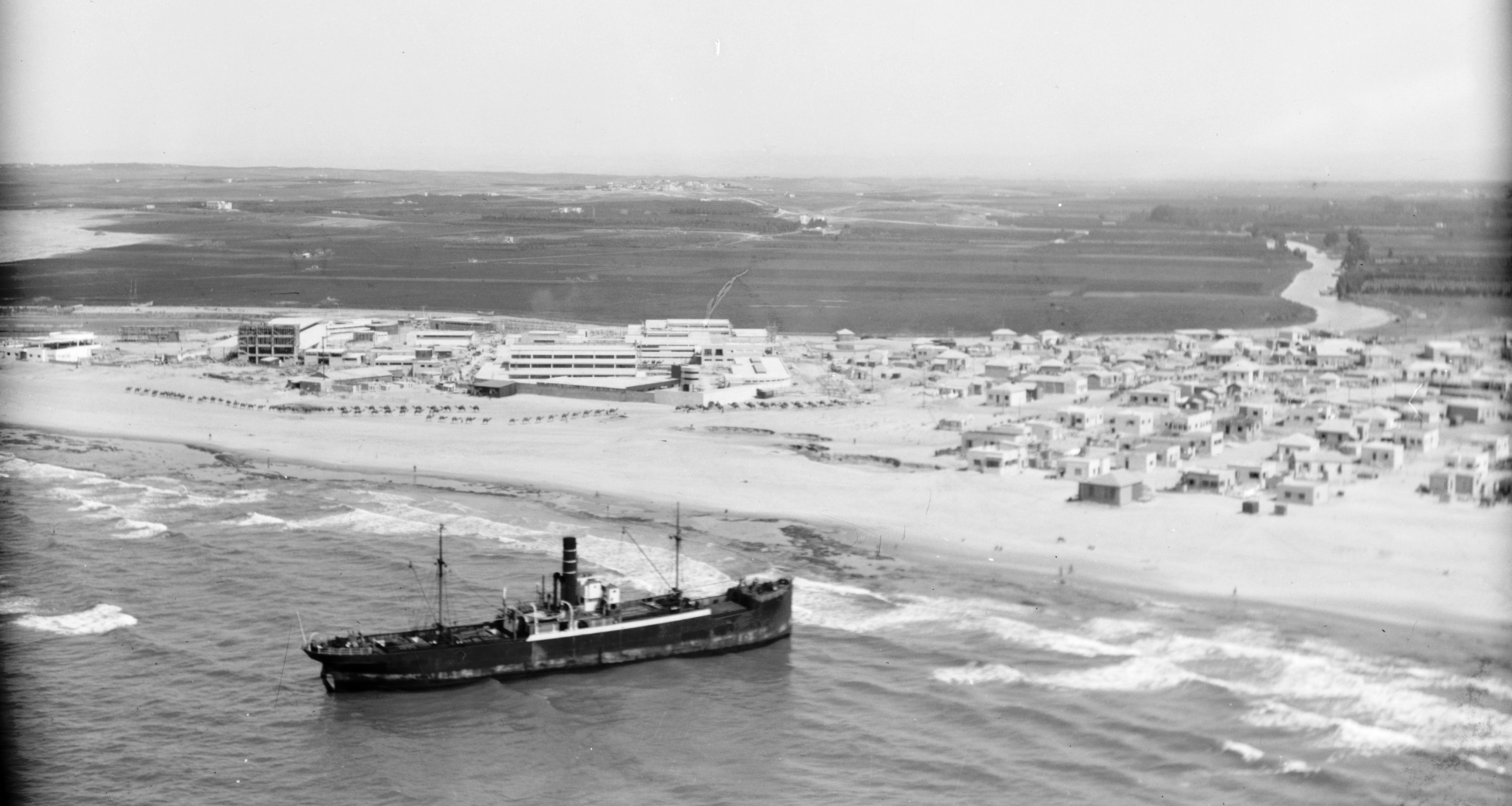
Oblast okolo dnešního telavivského přístavu na snímku z počátku 30. let 20. století, v pozadí řeka Jarkon
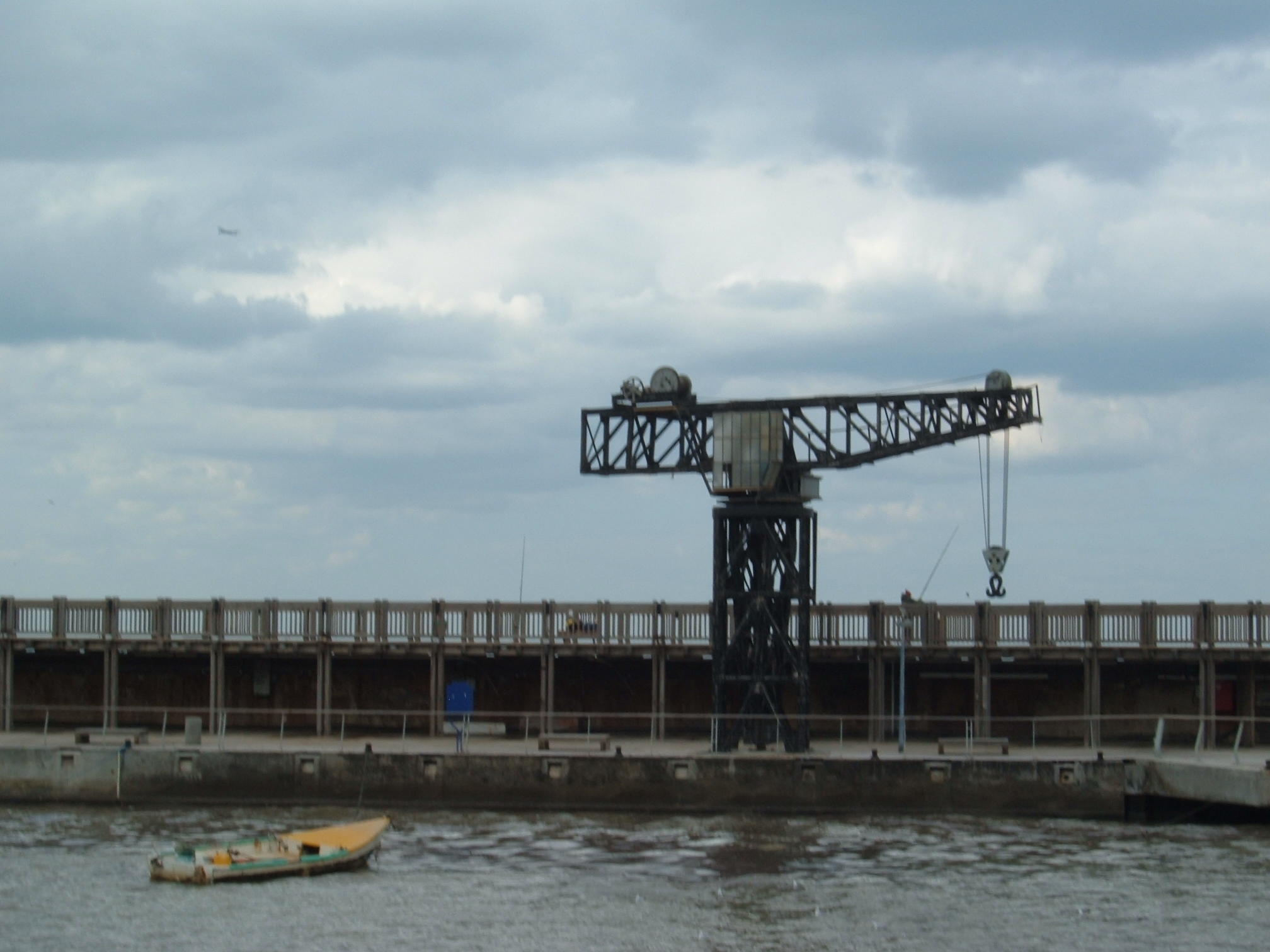
Původní přístavní jeřáb v telavivském přístavu
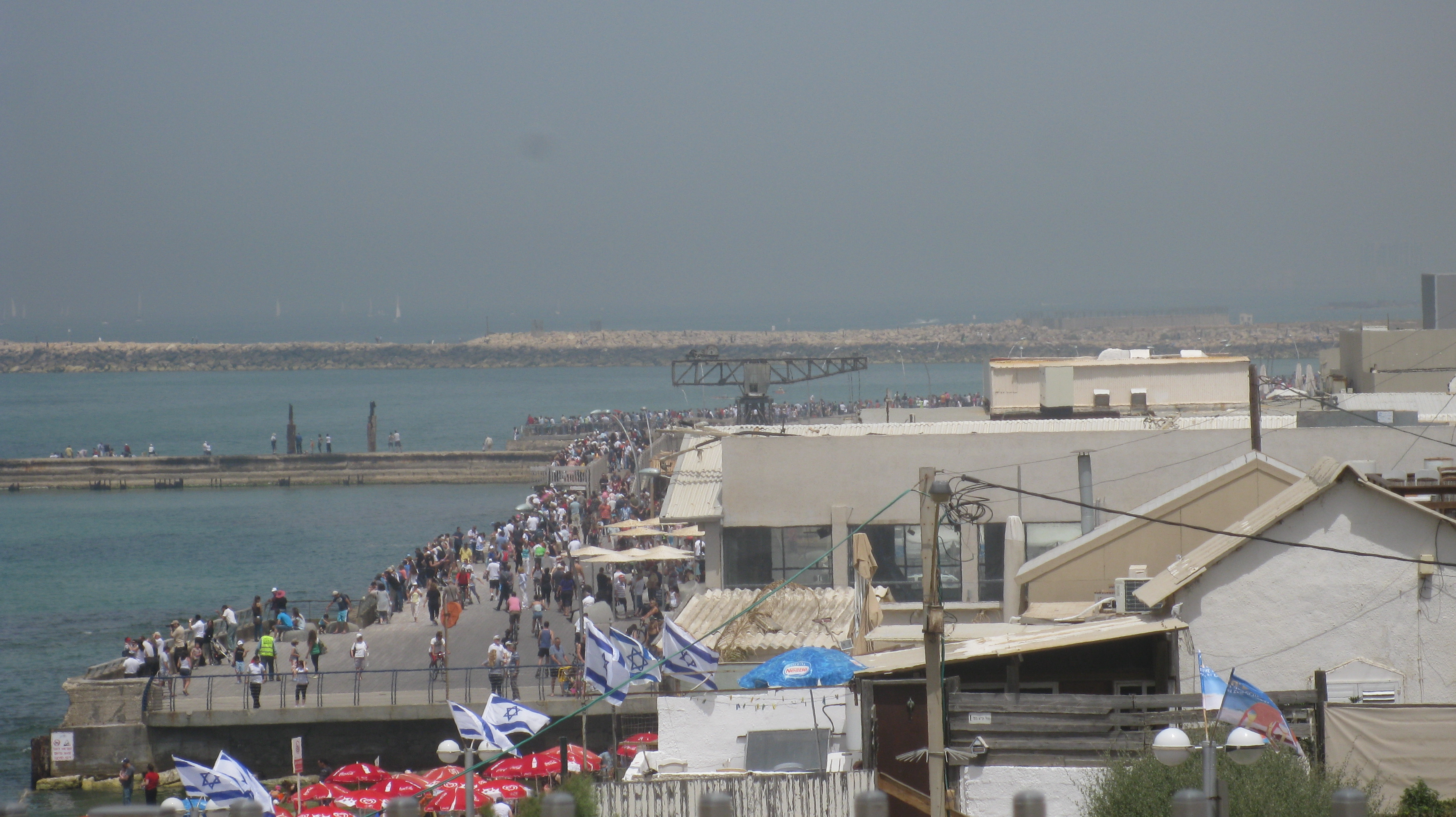
Současné využití areálu přístavu